# 第4装甲擲弾兵旅団 (ドイツ連邦陸軍)
第4装甲擲弾兵旅団（だい4そうこうてきだんへいりょだん、ドイツ語：Panzergrenadierbrigade 4）は、ドイツ連邦陸軍の旅団の一つ。旅団司令部をゲッティンゲンに置き、旅団隷下部隊は主にニーダーザクセン州南部、ヘッセン州北部域のカッセル周辺に駐屯していた。

## 歴史

### 第1次および第2次編制
1958年、旅団の全身部隊であるC2戦闘群が編成される。当初の隷下部隊は第41装甲擲弾兵大隊、第42装甲擲弾兵大隊および第43装甲擲弾兵大隊から成っていた。初代指揮官はドイツ連邦軍内における指導構想を確立した第一人者であったヴォルフ・グラーフ・ボーディシン陸軍准将（de:Wolf Graf Baudissin）であった。
陸軍第2次編制により1959年に第4装甲擲弾兵旅団に改編・改称される。旅団隷下部隊は以下のとおりであった。
- 第41装甲擲弾兵大隊（自動車化）
- 第42装甲擲弾兵大隊（自動車化）
- 第43装甲擲弾兵大隊（機械化）
- 第40補給大隊
- 第40装甲工兵中隊
- 第40駆逐戦車中隊
- 第40装甲偵察中隊

第45砲兵大隊は1961年に隷下におさまる。1962年には第44戦車大隊が新編されバート・アーロルゼンのメンゲリングハウゼンに駐屯した。

### 第3次および第4次編制
陸軍第3次編制にて1970年に旅団は第4猟兵旅団に再編成される。これにより、装甲擲弾兵大隊は猟兵大隊に改編・改称された。1972年に第46補給大隊は解隊する。ゲッティンゲンの第45砲兵大隊は分割され、一部は新編された第34装甲旅団に配転され、残余は第45装甲砲兵大隊として再編成された。
陸軍第4次編制にて1980年から再び旅団は第4装甲擲弾兵旅団に改編・改称される。旅団隷下部隊は以下のとおりであった。
- 第41混成装甲擲弾兵大隊　在ゲッティンゲン
- 第42装甲擲弾兵大隊　在カッセル
- 第43装甲擲弾兵大隊　在ゲッティンゲン
- 第44戦車大隊　在ゲッティンゲン
- 第45装甲砲兵大隊　在ゲッティンゲン
- 第23野戦予備大隊　在バート・アロルゼン（部隊業務体系に従属する）
- 司令部中隊　在ゲッティンゲン
- 第40整備中隊　在ゲッティンゲン
- 第40補給中隊　在フルダダール＝ロートヴェステン
- 第40装甲工兵中隊　在カッセル
- 第40駆逐戦車中隊　在カッセル

### 第5次編制
陸軍第5次編制にて旅団は部隊試験に用いられ、1988年から第41装甲擲弾兵大隊は「新世代即応幹部団（Kaderung und rascher Aufwuchs）」の中核大隊に選ばれる。第44戦車大隊は新世代大隊に選ばれ、旧第41装甲擲弾兵大隊は第41擲弾兵大隊に改編される。1991年に試験は終了する。1992年に第40駆逐戦車中隊は改編され、同様に第42装甲擲弾兵大隊と第43装甲擲弾兵大隊は、第41戦車大隊および第44戦車大隊として再編成される。1993年に第40装甲工兵中隊、第40整備中隊、第40補給中隊、第23野戦予備大隊および第45装甲砲兵大隊は解隊される。ゲッティンゲンのツィーテン兵舎に残された最終部隊は旅団司令部中隊のみとなり、1993年4月4日に旅団は解隊される。

## 出動
1960年夏に作物収穫の緊急支援のために旅団から500人の兵士が出動・提供される。さらに、1962年2月17日から3月2日までハンブルクの洪水災害で出動する。1990年3月から5月までカッセル森林局の要請により、メルスンゲンとユンデでの嵐による被害復旧のために出動する。

## 歴代旅団長
| 代 | 氏名 | 着任          | 離任          |
| -- | --- | ------------- | ------------- |
| 1  | ヴォルフ・グラーフ・ボーディシン陸軍准将 de:Wolf Graf Baudissin                                                       | 1958年7月1日  | 1961年6月30日 |
| 2  | オズヴァルト・グラーフ・フォン・レッセグイエー陸軍大佐 Oswald Graf von Ressèguier                                     | 1961年7月1日  | 1963年9月30日 |
| 3  | ハンス・ヒンスリヒ陸軍准将 de:Hans Hinrichs                                                                           | 1963年10月1日 | 1965年3月31日 |
| 4  | ハンス＝ヨアヒム・ケルシュカンプ陸軍大佐 Hans-Joachim Kerschkamp                                                      | 1965年4月1日  | 1968年3月31日 |
| 5  | エーベルハルト・ヴァグマン陸軍大佐 Eberhard Wagemann                                                                  | 1968年4月1日  | 1970年1月31日 |
| 6  | アルント＝ディーター・トーマイヤー陸軍准将 Arndt-Diether Thormeyer                                                    | 1970年2月1日  | 1971年9月30日 |
| 7  | ゲルト・バスティアン陸軍大佐 de:Gert Bastian                                                                          | 1971年10月1日 | 1974年3月31日 |
| 8  | オットー＝ギュンター・ヴェレン陸軍大佐 Otto-Günther Werren                                                            | 1974年4月1日  | 1977年9月30日 |
| 9  | ヨハン・ホストル陸軍大佐 Johann Hoster                                                                                | 1977年10月1日 | 1979年7月31日 |
| 10 | ハンス・ネーベ陸軍准将 Hans Nebe                                                                                      | 1979年8月1日  | 1983年3月31日 |
| 11 | ゲオルク・フォン・コンスブルッフ陸軍准将 Georg von Consbruch                                                          | 1983年4月1日  | 1989年3月31日 |
| 12 | ベルン・アルベルト陸軍大佐 Bern Albert                                                                                | 1989年4月1日  | 1991年3月31日 |
| 13 | ライナー・フェル陸軍大佐 Rainer Fell                                                                                  | 1991年4月1日  | 1993年3月31日 |
| 14 | アルブレヒト・フライヘーア・フォン・ウント・ツー・エグロフシュタイン陸軍准将 Albrecht Freiherr von und zu Egloffstein | 1993年4月1日  | 1993年9月30日 |